# 鉄雲母
鉄雲母（てつうんも、Annite）は、雲母グループのフィロケイ酸塩鉱物。
化学組成は、KFe32+AlSi3O10(OH,F)2である。Fe2+ が Mg に置換した雲母が金雲母（phlogopite）で、金雲母と共に黒雲母の端成分である。
鉄雲母は、1868年のアメリカ合衆国マサチューセッツ州エセックス郡のアン岬で、初めて発見された。

## 用途
白雲母や黒雲母などの他の雲母と似た性質を持っており、カリウム-アルゴン法年代測定に利用される。